# Йоанис Папавасилиу
Йоанис Папавасилиу, известен и с псевдонима си Йоанис Сфецос (на гръцки: Ιωάννης Παπαβασιλείου, Σφέτσος), е гръцки военен лекар, деец на гръцката въоръжена пропаганда в Македония.

## Биография
Роден е в 1870 година в градчето Гумендже, тогава в Османската империя, където завършва първоначалното си образование. Има различни версии за датата и мястото на раждането му. Папавасилиу първоначално посочва годината 1869 и място на раждане Тива, но после ги променя на 1872 година и Атина. Смята се, че посочва неверни данни заради участието си в гръцката пропаганда в Македония и македонския си произход. Според други версии е роден в 1874 година в Егина.
След като завършва първоначалното си образование в Гумендже, Папавасилиу завършва Солунската гръцка мъжка гимназия, а след това - медицина в Атинския университет. Член е на Етники Етерия. Взима участие в Гръцко-турската война от 1897 година като военен хирург. След това започва работа в първата военна болница в Атина. Развива широка дейност като деец на гръцката въоръжена пропаганда в Македония и е изпратен в Енидже Вардар като директор на гръцкото училище. Влиза в Македония под псевдонима Йоанис Сфецос в 1905 година. Папавасилиу използва и прякора Лингевс в кореспонденцията си. Писмата на Папавасилиу показват, че поддържа добре организирана аптека, за която постоянно изисква от гръцкото консулство в Солун фармацевтични материали и превръзки. Развива широка мрежа от андартски шпиони и терористични групировки и предава много сведения на гръцкото консулство в Солун за движенията на турци и българи в района. Действа в близко сътрудничество с андартските дейци Гоно Йотов, Ставрос Ригас, Константинос Сарос, Йоанис Деместихас, Георгиос Томбрас, Телос Агапинос и други. През лятото на 1907 година Папавасилиу е отзован от Енидже Вардар след конфликти с местните гръцки първенци и в ноември същата година е назначен за директор на гръцкото училище в Правища. Едновременно Папавасилиу е секретар на елевтеруполския митрополит Панарет.
По време на Балканските войни Папавасилиу ръководи здравната служба на 11-и пехотен полк на 4-та дивизия. В 1919 година оглавява военната болница в Солун. На 13 декември 1923 година е повишен в общ главен лекар и е демобилизиран.
Умира в Атина в 50-те години на XX век. Носител е на редица военни и обществени отличия на гръцката държава.